# Luftschichtanker
Luftschichtanker verbinden die Vormauerschale mit der tragenden Wand bei zweischaligem Mauerwerk und überbrücken dabei die dazwischenliegende Luft- oder Dämmstoffschicht (Kerndämmung). 
Gleichzeitig bieten sie eine Möglichkeit, eine etwaige Dämmung fachgerecht mittels Klemmscheiben zu befestigen.
Üblich ist eine Drahtverankerung, häufig mit Tropfscheibe im Bereich der Luftschicht, welche verhindert, dass Wasser von einer durchnässten Vormauerung entlang des Ankers bis zur tragenden Wand läuft. 
Luftschichtanker werden in jüngerer Zeit aus rostfreiem Stahl hergestellt. 
Varianten haben entweder eine L- oder Z-Form zum Einlegen oder sie sind als Dübelanker zum nachträglichen Einbau für Verblendung und Isolierung von bestehendem Mauerwerk ausgeführt. Bis zum Jahr 1972 waren galvanisch verzinkte Luftschichtanker marktüblich.
Hinweise, aus welchem Material, in welchen Dicken und in welcher Anzahl die Luftschichtanker einzubauen sind, wurden in der DIN 1053-1 : Mauerwerk – Teil 1: Berechnung und Ausführung festgelegt.